# Gernot Krää
Gernot Krää (* 1952 in München) ist ein deutscher Drehbuchautor und Filmregisseur.

## Leben
Gernot Krää wuchs in München auf, studierte Politikwissenschaften und war als Musiker in verschiedenen R & B Bands sowie als Produktions-, Regie- und Kameraassistent (unter anderem bei Filmen von Rainer Werner Fassbinder, Michael Fengler, Walter Bockmayer) engagiert. Ende der 1970er Jahre zog er nach England um, war dort als Assistent im ARD Studio London tätig und an zahlreichen Reportagen aus Großbritannien, Nordirland und Australien beteiligt.
1984 kehrte er nach München zurück, wo er seither als freier Autor und Regisseur für Film und Fernsehen, vertreten vom Verlag der Autoren in Frankfurt am Main, tätig ist. Sein Debüt als Kinoregisseur hatte er mit dem Kinder- und Jugendfilm Die Distel. Von 1999 bis 2003 war Krää Vorstandsmitglied im Verband Deutscher Drehbuchautoren (VDD), von 2001 bis 2023 Mitglied im Verwaltungsrat der VG WORT, seit 2022 Vorsitzender im Stiftungsrat des dort integrierten Autorenversorgungswerks.

## Preise/Auszeichnungen (Auswahl)
- 1993: Nominierung für den Goldenen Spatz für 'Die Distel'
- 2006: „Lucas“ Hauptpreis des Internationalen Kinderfilmfestivals Frankfurt a. M. für 'Paulas Geheimnis'
- 2007: „Castello d’Argento“ des Festivals Castellinaria (Schweiz) für 'Paulas Geheimnis'
- 2008: Audience Award des Berlin and Beyond Festivals in San Francisco für 'Paulas Geheimnis'
- 2008: UNICEF-Preis des Internationalen Kinderfilmfestivals in Wien für 'Paulas Geheimnis'[2]
- 2008: Goldenes Einhorn in der Kategorie bester Kinderfilm der Alpinale für 'Paulas Geheimnis'
- 2015: Nominierung Deutscher Drehbuchpreis für 'Schöne heile Welt'
- 2018: Nominierung Rheingold / Festival des Deutschen Films für 'Schöne heile Welt'
- 2018: Publikumspreis des Filmfests München für 'Wackersdorf'
- 2019: Nominierung Goldene Kamera / Bester Fernsehfilm für 'Schöne heile Welt'
- 2019: Silver Simorgh for Best Screenplay / IFF Fajir für 'Wackersdorf'
- 2020: Special Screening: Lost in Marseille / Filmfestival Kitzbühel
- 2023: Nominierung Deutsches Fernsehkrimifestival: Lost in Athens

## Filmografie (Auswahl)
- 1987: Ein Stück vom Glück (Drehbuch)
- 1992: Die Distel (Drehbuch, Regie)
- 1994: Faust: Ciao Bruno (Drehbuch)
- 1995: Feuervogel, Die Kids von Planet 4 (Regie)
- 1997–1998: SOKO 5113 (Drehbuch, mehrere Folgen)
- 1999–2003: Zwei Männer am Herd (Drehbuch, Pilot und zahlreiche Folgen)
- 2007: Paulas Geheimnis (Drehbuch, Regie)
- 2015: Mein vergessenes Leben (Drehbuch, Regie)
- 2018: Schöne Heile Welt (Drehbuch, Regie)
- 2018: Wackersdorf (Drehbuch)
- 2020: Lost in Marseille (Spurlos in Marseille, Drehbuch)
- 2022: Lost in Athens (Spurlos in Athen, Drehbuch)
- 2025: Rosenthal (Drehbuch)